# Вэл Гест
Вэл Гест (англ. Val Guest), настоящее имя Вэ́лмонд Гро́ссманн (англ. Valmond Grossmann; 11 декабря 1911, Лондон — 10 мая 2006, Палм-Спрингс, Калифорния) — британский кинорежиссёр, сценарист и кинопродюсер, в начале своей карьеры четыре раза выступил как актёр.

## Биография
Вэлмонд Морис Гроссманн родился 11 декабря 1911 года в Лондоне. Окончил колледж Сифорд. В начале 1930-х годов работал корреспондентом газеты «The Hollywood Reporter». Первую свою роль сыграл в 1932 году в фильме Old Spanish Customers, в 1935 году впервые выступил как сценарист (No Monkey Business), в 1943 году впервые попробовал себя в качестве режиссёра (Miss London Ltd.), в 1952 — как продюсер («Бедная принцесса»).
В 1954 году женился на актрисе Иоланде Донлан, с которой прожил до самой своей смерти.
В 1961 году получил премию BAFTA в номинации «Лучший сценарий для британского фильма» за ленту «День, когда загорелась Земля».
Скончался Вэл Гест 10 мая 2006 года в Палм-Спрингс (Калифорния) на 95-м году жизни от рака предстательной железы.
В 2001 году увидела свет его автобиография So You Want to be in Pictures.

## Избранная фильмография

### Режиссёр
- 1955 — Эксперимент Куотермасса / The Quatermass Xperiment
- 1957 — Куотермасс 2 / Quatermass 2
- 1957 — Снежный человек / The Abominable Snowman
- 1958 — Лагерь на кровавом острове / англ. The Camp on Blood Island
- 1960 — Ад — это город / Hell Is a City[5]
- 1961 — День, когда загорелась Земля / The Day the Earth Caught Fire
- 1967 — Казино «Рояль» / Casino Royale (сорежиссёр)
- 1970 — Когда Землёй владели динозавры / When Dinosaurs Ruled The Earth
- 1972—1973 — Искатель приключений / The Adventurer (8 эпизодов)
- 1974 — Исповедь чистильщика окон / англ. Confessions of a Window Cleaner
- 1976—1977 — Космос: 1999 / англ. Space: 1999 (3 эпизода)
- 1979—1980 — Шерлок Холмс и доктор Ватсон / Sherlock Holmes and Doctor Watson (9 эпизодов)
- 1981 —    англ. Shillingbury Tales (6 эпизодов)
- 1984 — Дом тайн и загадок Хаммера / англ. Hammer House of Mystery and Suspense (3 эпизода)

### Сценарист
- 1935 —  Никаких обезьяньих проделок / англ. No Monkey Business
- 1936 — Все в игре / All In (соавтор)
- 1936 —    англ. Public Nuisance No. 1
- 1937 — Доброе утро, мальчики / англ. Good Morning, Boys (в титрах не указан)
- 1937 — О, мистер Портер! / англ. Oh, Mr. Porter! (соавтор)
- 1938 — Осуждённый №99 / англ. Convict 99 (соавтор)
- 1938 —    англ. Alf's Button Afloat (соавтор)
- 1938 —    англ. Hey! Hey! USA (некоторые диалоги)
- 1938 —    англ. Old Bones of the River
- 1939 — Спроси полисмена / англ. Ask a Policeman
- 1939 —    англ. The Frozen Limits
- 1940 —    англ. Where's That Fire? (соавтор)
- 1951 — Яд другого человека / англ. Another Man's Poison
- 1955 — Эксперимент Куотермасса / The Quatermass Xperiment (соавтор)
- 1957 — Куотермасс 2 / Quatermass 2 (соавтор)
- 1957 — Охота на снежного человека / The Abominable Snowman (в титрах не указан)
- 1958 — Лагерь на кровавом острове / англ. The Camp on Blood Island
- 1960 — Ад — это город / Hell Is a City
- 1961 — День, когда загорелась Земля / англ. The Day the Earth Caught Fire
- 1967 — Казино «Рояль» / Casino Royale (отдельные диалоги)
- 1970 — Когда Землёй владели динозавры / When Dinosaurs Ruled The Earth
- 1974 — Исповедь чистильщика окон / англ. Confessions of a Window Cleaner

### Продюсер
- 1952 — Бедная принцесса / англ. Penny Princess (в титрах не указан)
- 1954 — Автобус-беглец / англ. The Runaway Bus
- 1959 — Экспрессо Бонго / англ. Expresso Bongo (в титрах не указан)
- 1960 — Полное излечение / англ. The Full Treatment
- 1961 — День, когда загорелась Земля / англ. The Day the Earth Caught Fire
- 1962 — Головоломка / Jigsaw
- 1963 — 80 000 подозреваемых / англ. 80,000 Suspects
- 1964 — Красота джунглей / англ. The Beauty Jungle
- 1965 — Там, где шпионы / англ. Where the Spies Are (сопродюсер)

### Актёр
- 1932 —    англ. Old Spanish Customers (в титрах не указан)
- 1933 — Малыш Бермондси / англ. The Bermondsey Kid (в титрах не указан)